# Норбаева, Светлана Абдулхаковна
Светла́на (Ойдин) Абдулха́ковна Норба́ева (род. 5 марта 1944, Ташкент, Узбекская ССР, СССР) — советская узбекская актриса театра и кино. Народная артистка Узбекской ССР (1979).

## Биография
Родилась в Ташкенте. Окончила актёрский факультет Ташкентского театрально-художественного института им. А. Островского (1964). Работала актрисой в Узбекском драматическом театре им. Хамзы, на сцене которого сыграла более тридцати ролей.
В кино начала сниматься в 1964 году. Первой её работой была роль Сурайи в фильме У. Назарова «Сурайя».
Участвовала в дублировании фильмов на узбекский язык. За исполнение роли Надии в фильме «В 26-го не стрелять» удостоена премии Ленинского комсомола Узбекистана. Работала на киностудии «Таджикфильм». Была замужем за партнёром по фильмам «Сказание о Рустаме» и «Рустам и Сухраб» Бимболатом Ватаевым. Народная артистка Узбекской ССР (1979).
С 1999 года живет в Израиле.

## Фильмография
- 1964 — Жизнь прошла ночью — Сурайя
- 1965 — Одержимый — Замира
- 1966 — В 26-го не стрелять — Надия
- 1968 — Парень и девушка
- 1968 — Как велит сердце — Хайри
- 1969 — Её имя — Весна — жена Тураханова
- 1971 — Драма любви — эпизод
- 1971 — Схватка
- 1971 — Сказание о Рустаме — Тахмина
- 1971 — Рустам и Сухраб — Тахмина
- 1971 — Здесь проходит граница — Фаттахова
- 1972 — У самого синего неба — мать Искандера
- 1972 — Навстречу тебе — Малахат
- 1973 — Чинара — Камила
- 1975 — Ты, песня моя
- 1976 — Мой старший брат — Разика
- 1977 — Это было в Коканде — Фатима
- 1978 — Ясные ключи
- 1979 — Серое дыхание дракона / Des Drachens grauer Atem (ГДР) — Ванна Блейк
- 1981 — Провинциальный роман — Роза
- 1983 — Семейные тайны — Фируза
- 1990 — Бу нима бу, или Хара-кири против Кинг-Конга
- 1991 — Камми — мать Камиллы
- 2012 — Ячейка Гординых — Бабушка Нина (Нина Исааковна)